# Péter Takács
Péter Takács (Budapest, 4 marzo 1956) è un ex schermidore ungherese, vincitore di una medaglia di bronzo ai campionati mondiali di scherma.